# Relations entre le Bangladesh et la Biélorussie
Les relations entre le Bangladesh et la Biélorussie sont les relations bilatérales de la république populaire du Bangladesh et de la république de Biélorussie. La République socialiste soviétique de Biélorussie a reconnu l'indépendance du Bangladesh le 24 janvier 1972 et des relations diplomatiques officielles ont été établies en 1992. Aucun des deux pays n'a d'ambassadeur résident dans l'autre.

## Visites d'État
Les relations ont connu un essor significatif lorsque Mikhaïl Miasnikovitch est devenu le premier Premier ministre biélorusse à effectuer une visite officielle au Bangladesh en novembre 2012. La Première ministre de la République populaire du Bangladesh, Sheikh Hasina, a visité la République du Bélarus le 8 juillet 2013,.

## Coopération
Les deux pays ont signé des accords de coopération dans divers domaines tels que le commerce, l'éducation, l'agriculture, la technologie et la défense,,.

### Aide
Le gouvernement biélorusse a fourni quinze millions de dollars au Bangladesh au titre de l'aide à long terme pour le développement du secteur du prêt-à-porter du pays.

### Commerce
Le premier accord de coopération commerciale et économique entre les deux pays a été signé en 2007 dans le but de développer les échanges bilatéraux. Un accord plus complet a été conclu en mai 2012, lorsqu'une délégation du Bangladesh conduite par l'ancien ministre des affaires étrangères Dipu Moni s'est rendue à Minsk. Intitulé « Accord intergouvernemental de coopération commerciale et économique », cet accord s'est avéré efficace lorsque le volume des échanges commerciaux bilatéraux a connu une croissance rapide en 2013,.

### Militaire
La coopération militaire entre les deux pays remonte à 2005. Elle a été considérablement renforcée par un accord sur le transfert de technologies de défense essentielles, signé par les deux pays lors de la visite officielle de Mikhaïl Miasnikovitch à Dacca en 2012. Les domaines de coopération dans ce domaine comprennent « la production et la modernisation des équipements militaires et des systèmes de contrôle, de communication et de guerre électromagnétique... ». En 2013, une commission conjointe a également été formée à cet égard.